# 佐賀県立小城高等学校
佐賀県立小城高等学校（さがけんりつおぎこうとうがっこう, 英: Saga Prefectural Ogi High School）は、佐賀県小城市小城町に所在する県立高等学校。略称は「小城高（おぎこう）」。別名「黄城（おうじょう）」。

## 設置学科
- 普通科

## 概要
歴史
1899年（明治32年）に創立した「旧制佐賀県立小城中学校」（男子校）と1908年（明治41年）に創立した「佐賀県立小城高等女学校」を前身とする。1948年（昭和23年）の学制改革で統合され、「佐賀県立小城高等学校」（新制高等学校）となった。創立年は旧制・小城中学校の創立年1899年（明治32年）をもとに数えられており、2009年（平成21年）に創立110周年、2019年（平成31年）に創立120周年を迎えた。
校訓
- 「創意」 （Originality）
- 「挑戦」 （Great Challenge）
- 「誠実」 （Integrity）
  - それぞれの英語の頭文字を合わせると「OGI」（小城）となる。

スクールアイデンティティー
「オンリーワンを見つけ、育てる小城高校」
校章
桜の花を背景に「高」の文字（旧字体）を配している。
旧校章
- 旧制・小城中学校 - 桜の花を背景に「中」の文字を配している。
- 小城高等女学校 - 二重丸の中に桜の花を置き、「小城」の文字（縦書き）を配している。

校歌
作詞は林学水、作曲は信時潔による。1950年（昭和25年）3月に制定。歌詞は3番まであり、3番に学校名を表す「黄城」が登場する。同窓会のウェブサイトで下記の旧校歌とともに、歌詞が閲覧できる。
旧校歌
- 旧制・小城中学校 - タイトルは「窓べに仰ぐ天山の」。作詞は小城中学校、校閲は佐々木信綱、作曲は弘田竜太郎による。1939年（昭和14年）5月に制定。歌詞は4番まである。
- 小城高等女学校 - タイトルは「天山のみ山たふとみ」。作詞は森鷹一、作曲は保田正による。1937年（昭和12年）12月に制定。歌詞は3番まである。

他の歌
- 「應援（応援）歌」 - 3番まであり、各番とも「いざ闘わん小城高 かがやく小城高」で終わる。
- 「精鋭歌」 - 2番まであり、両番とも「我らが精鋭小城高健児」で終わる。
- 「必勝の踊り」 - 2番まであり、両番とも「勝つ勝つ小城高きっと勝つ」で終わる。
- 「小城高音頭（エッサッサー）」 - 3番まであり、各番とも「サノエ〜サノエ〜サノエッサッサ〜」で終わる。

校地
校地面積は6万km2で、佐賀県立の高等学校の中で2番目の広さである。
同窓会
学校の別名にちなみ、「黄城会」と称する。

## 沿革
旧制中学校（男子校）
- 1899年（明治32年）4月1日 - 「佐賀県立第一中学校小城分校」として創立。（創立年）入学者数は102名。小城町役場の一部を間借りし、授業を開始。
- 1900年（明治33年）4月 - 小城町・岩松村・晴田村・三里村の寄付で、旧小城藩主邸跡（現在地）に校舎の一部が完成し移転。
- 1901年（明治34年）6月- 「佐賀県立佐賀中学校[5]小城分校」と改称。
- 1902年（明治35年）
  - 4月1日 - 佐賀中学校から独立し、「佐賀県立小城中学校」（旧制）と改称。
  - 6月 - 初代校長に瀬川彦四郎が就任。校章（桜の花に「中」の文字）を制定。
- 1905年（明治38年）8月 - 同窓会組織「黄城会」が結成。
- 1939年（昭和14年）5月 - 校歌「窓べに仰ぐ天山の」を制定。

高等女学校
- 1908年（明治41年）1月4日 - 「小城町四ヵ村組合立小城女学校」が開校。修業年限を本科2年、別科1年、研究科1年とする。初代校長には五郎川一郎が就任。
- 1914年（大正3年）4月 - 「小城町外五ヵ村学校組合立小城実科女学校」と改称。
- 1919年（大正8年）- 「小城町外六ヵ村学校組合立小城実科女学校」と改称。
- 1921年（大正10年）4月 - 「組合立小城高等女学校」と改称。
- 1924年（大正13年）4月 - 移管により、「佐賀県立小城高等女学校」と改称。
- 1937年（昭和12年）12月 - 校歌「天山のみ山たふとみ」を制定。
- 1938年（昭和13年）8月 - 「樟彰館」（同窓会館）が完成。
- 1939年（昭和14年）7月 - 創立25周年を記念し、茶園（4反歩）を二瀬川に造成。

新制高等学校
- 1948年（昭和23年）4月1日 - 学制改革に伴い、旧制・小城中学校と小城高等女学校を統合し、「佐賀県立小城高等学校」（現校名、新制高等学校）が開校。
  - 旧制・中学校を第一部、旧高等女学校を第二部と称し、当初は男女別学を行う。生徒定員は全日制普通課程を1,200名、定時制普通課程を100名とする。
- 1949年（昭和24年）4月 - 2部制（男女別学）を廃止し、全面的に統合。男女共学となる。
- 1950年（昭和25年）3月 - 校歌を制定。
- 1953年（昭和28年）- 牛津分校（定時制）を開校。（入学者数1,660名）
- 1954年（昭和29年）- 多久分校（定時制）[6]を開校。（入学者数1,910名）
- 1957年（昭和32年）4月 - 本校定時制の家庭課程の生徒募集を停止し、全日制家庭課程の募集人員を90名とする。
- 1963年（昭和38年）4月 - 牛津分校が佐賀県立牛津高等学校として分離・独立。
- 1964年（昭和39年）4月 - 家庭科の生徒募集を停止し、普通科のみとなる。
- 1965年（昭和40年）9月 - 体育館が完成。
- 1966年（昭和41年）3月1日 - 多久分校を閉校する。
- 1967年（昭和42年）3月 - 武道館が完成。
- 1967年（昭和42年）9月9日 - 柔道部員6名が、1年生部員1名に殴る蹴るなどの暴行を加え、顔面挫傷、脳震盪等を負わせた傷害事件が発生[7]。
- 1969年（昭和44年）3月28日 - 図書館が完成。
- 1972年（昭和47年）3月31日 - プール（50m・9コース）が完成。
- 1988年（昭和63年）- 本校の定時制を閉校する。
- 1989年（平成元年）9月 - 黄城教育会館が完成。「樟彰館」（同窓会館）を解体。
- 1993年（平成5年）4月 - 制服改定。この時の入学生より森英恵デザインの新制服を着用。
- 1994年（平成6年）3月 - 旧多久分校校舎（市消防庁舎）を解体。
- 1998年（平成10年）7月 - 英国ラグビー校研修派遣を開始。
- 1999年（平成11年）
  - 5月 - 校訓碑が完成。
  - 10月 - 創立100周年記念式典を挙行。
- 2001年（平成13年）2月 - 推薦入試を開始。
  - 3月-図書館ギャラリー整備
- 2002年（平成14年）- 文部科学省・佐賀県教育委員会指定 高等学校「教育課程」研究校委嘱
  - 5月- 教育棟空調設備完備
- 2003年（平成15年） 4月 - 生徒定員920名
- 2004年（平成16年） 4月 - 生徒定員880名
- 2005年（平成17年） 4月 - 生徒定員840名
- 2007年（平成19年） 4月 - 生徒定員800名
- 2008年（平成20年） 4月 - 生徒定員760名
- 2009年（平成21年） 1月9日 - ユニバーサルデザイン化工事
  - 3月6日 - [管理棟・図書館棟耐震改修工事
  - 4月1日 - 生徒定員720名
  - 10月 - 創立110周年記念式典
- 2012年（平成24年）3月 - 体育館耐震改修工事
- 2013年（平成25年）3月 - 芸術棟耐震改修工事
- 2015年（平成27年）9月 - 教室棟改築工事
- 2019年（平成31年）4月 - 生徒定員680名
- 2020年 （令和2年）4月 - 生徒定員640名
- 2021年 （令和3年）4月 - 生徒定員600名予定

## 年間行事
3学期制
1学期
- 4月 - 始業式、入学式、開校記念天山登山
- 5月 - 黄城会総会、中間考査
- 6月 - 高校総体、期末考査
- 7月 - クラスマッチ、三者面談、終業式、夏季特課（補習）
- 8月前半 - 夏期特課（補習）、体験入学

2学期
- 8月後半 - 始業式
- 9月 - 小城高祭（体育祭・文化祭）
- 10月 - オンリーワン発表会、中間考査
- 11月 - 期末考査
- 12月 - クラスマッチ、三者面談、終業式、冬季特課（補習）

3学期
- 1月 - 始業式、百人一首カルタ大会、修学旅行、耐寒訓練
- 2月 - 高校入試（特別選抜）学年末考査
- 3月 - 卒業式、高校入試（一般選抜）、終業式

## 部活動
運動部
- 柔道部
- 剣道部
- 弓道部
- 陸上部
- バドミントン部
- テニス部
- ソフトテニス部
- 野球部 - 全国高等学校野球選手権大会（夏の甲子園）・選抜高等学校野球大会（春のセンバツ）に出場経験がある。
  - 1978年（昭和53年）第60回大会（夏の甲子園）に初出場。- 第一回戦 対所沢商業 2-9で敗北。
  - 2007年（平成19年）第79回大会（春のセンバツ）に初出場。- 第一回戦 対帝京 1-9で敗北。
- 卓球部
- バスケットボール部
- バレーボール部
- サッカー部

文化部
- 美術部
- 書道部
- 茶道部
- 放送部
- 吹奏楽・合唱部

## 著名な出身者
政財界
- 吉村久夫（元日経BP社会長、東京佐賀県人会会長）
- 原口忠次郎（元神戸市長、工学博士 ポートアイランド構想、着工）
- 横尾俊彦（多久市長）
- 江里口秀次（小城市長）
- 渕上綾子（北海道議会議員、トランスジェンダー）
- 宮副新一（元佐賀共栄銀行頭取）
- 田中季雄（元住友軽金属初代社長）
- 田中丸善蔵 （玉屋デパート創始者）
- 坂井秀明（佐賀銀行頭取）
- 南里隆（佐賀県副知事）

教育
- 宗内敦（都留文科大学名誉教授）
- 角田政芳（東海大学法科大学院教授）
- 岩野茂道（元熊本学園大学学長）
- 瀬戸秀幸（防衛大学校システム工学群機械システム工学科教授,工学博士（東大）,メガフロート,戦艦大和等研究）
- 下野昇（山梨大学名誉教授、日本テノールの草分け的存在）
- 末永敏和（大阪大学法学部教授、法学博士）
- 堤啓次郎（西南学院大学名誉教授）
- 野澤健（立命館大学教授）

その他
- 土井敏邦（フリージャーナリスト）
- 吉田宗雄（海軍中佐 駆逐艦呉竹艦長）
- おほしんたろう（お笑い芸人 ワタナベエンターテインメント九州事業本部所属）
- 安河内将（競艇選手。甲子園出場を経験。元アマチュア野球選手）
- 牛丸義留（元厚生事務次官）
- 福地経人（元プロ野球選手。近鉄バファローズ、福岡ソフトバンクホークス管理部長）
- 川頭秀人（元プロ野球選手。福岡ソフトバンクホークス）
- 永井隆幸（サガン鳥栖強化部長）
- 福地周夫 （海軍大佐、海軍くろしお物語、続海軍くろしお物語著者）
- 太田敏彦（元プロ野球選手。読売ジャイアンツ）
- 松尾栄蔵（弁護士、TMI総合法律事務所パートナー）
- 香田清貞（陸軍大尉、二・二六事件決起将校）
- 黒岩勇（海軍少尉、五・一五事件決起将校）
- 村山格之（海軍少尉、五・一五事件決起将校）
- 中野良次（陸軍中将、関東軍参謀）
- 須賀野チイ（彫刻家）
- 香田雅隆（小樽観光協会事務局長、ニトリツアー創業者）
- 寺崎邦朗（佐賀県剣道連盟理事長、剣道界最高位 範士）
- 田久保諭（琉球放送アナウンサー）
- 倉本彩（熊本県民テレビアナウンサー）

## 舞台となった作品
- 映画『男はつらいよ ぼくの伯父さん』（1989年（平成元年）12月26日公開）男はつらいよシリーズの42作目） - 後藤久美子演じる泉が東京から転校した学校。通用口付近で撮影が行われた[8]。

## アクセス
最寄りの駅
- 九州旅客鉄道唐津線「小城駅」

最寄りのバス停
- 昭和自動車 小城発着所

最寄りの道路
- 国道203号
- 佐賀県道42号小城牛津線
- 「小城町下町」交差点

## 周辺
- JR九州小城駅
- ゆめぷらっと小城
- 小城郵便局
- 小城公園
- 小城ルーテルこども園
- 小城市立桜岡小学校
- 小城市立小城中学校
- 西九州大学看護学部
- 佐賀県農業協同組合佐城地区中央支所
- 小城市民図書館 小城館
- 小城市立歴史資料館 中林梧竹記念館